# 3577 Putilin
3577 Putilin este un asteroid din centura principală, descoperit pe 7 octombrie 1969 de Liudmila Cernîh.